# Serhij Kljujev
Serhij Petrovyč Kljujev (in ucraino Сергій Петрович Клюєв?; Donec'k, 19 agosto 1969) è un politico ucraino.
È un deputato della Verchovna Rada (il Parlamento ucraino) e membro della commissione parlamentare Banca e Finanza. Fa parte del Partito delle Regioni (da maggio 2006).
È coniugato con Irina; hanno una figlia, Ol'ha nata nel 1983, e un figlio, Andrij, nato nel 1992.

## Formazione
Compie i suoi studi presso l'Università tecnica nazionale di Donec'k, dove nel 1992 si laurea in ingegneria mineraria. Da quel momento sviluppa e deposita 39 brevetti nei settori metallurgia non ferrosa, produzione di cavi ed elettrotecnica.

## Attività politica
Inizia una rapida e brillante carriera politica nel 2002, nominato vice presidente del Consiglio di zona di Donec'k e rimanendo in carica fino al 2005. Nel 2006 viene eletto deputato come rappresentante del Partito delle Regioni (n. 62 della lista) diventando parlamentare nella V legislatura. Da aprile 2006 entra a far parte della Delegazione parlamentare permanente per la pace.
In parlamento Kljujev inizia a svolgere un'intensa attività: è presidente del gruppo di amicizia interparlamentare Ucraina–Azerbaigian e Ucraina–Giappone; è inoltre membro della Commissione parlamentare per il sistema bancario e finanziario, all'interno della quale svolge il ruolo di presidente della Sottocommissione parlamentare per il sistema bancario e la politica monetaria. Dal 2007 infine è membro del consiglio della Banca Nazionale Ucraina, nonché presidente del Gruppo di amicizia interparlamentare Austria – Ucraina.

## Carriera professionale
- 1992 – 1994 direttore commerciale della joint-venture Trade House Podshipnik Ltd.
- 1994 – 2000 vice presidente, presidente del Consiglio di sorveglianza del Gruppo Ukrpodshipnik
- 2000 – 2002 e 2005 – 2006 membro del CdA del Gruppo Ukrpodshipnik
- 1997 – 2002 e 2005 membro del CdA di Slav AG Company, Vienna (Austria)